# Белопоясный олигодон
Белопоясный олигодон (лат. Oligodon albocinctus) — вид змей из семейства ужеобразных.
Общая длина составляет от 60 до 70 см. Голова небольшая, зрачки глаз круглые. Шейный перехват не выражен, голова почти не отграничена от шеи. Туловище цилиндрическое. Чешуя гладкая. Окраска коричневая, реже красная или красно-оранжевая. На спине присутствует выразительный рисунок из поперечных, окаймлённых чёрным, белых, серых, оливковых или жёлтых полос, заходящих на бока. На туловище присутствует от 17 до 25 пятен, на хвосте от 4 до 8. Брюхо светлое, палевого или жёлтого цвета. Голова с характерным рисунком из «пятна-маски» и треугольного пятна на шее, однако пятна не всегда чёткие, «маска» может редуцировать, сохраняясь лишь в области глаз.
Обитает в горных лесах и на возделываемых землях, часто селится в садах и вблизи жилищ человека. Встречается на высоте до 500 метров над уровнем моря. Питается яйцами других пресмыкающихся, нередко поедает лягушачью икру.
Яйцекладущая змея. Самка откладывает до 8—10 яиц.
Вид распространён в Непале, Индии, Бангладеш, Мьянме. Встречается в юго-западных районах Китая и Вьетнаме.